# Mestlin
Mestlin ist eine mecklenburgische Gemeinde im Landkreis Ludwigslust-Parchim in Mecklenburg-Vorpommern (Deutschland). Sie wird vom Amt Goldberg-Mildenitz mit Sitz in der Stadt Goldberg verwaltet. Mestlin ist sowohl als Storchendorf, wie auch als ehemals sozialistisches Musterdorf bekannt.

## Geografie und Verkehr
Das Dorf Mestlin liegt etwas südlich der Mecklenburgischen Seenplatte am Schnittpunkt der Bundesstraße 392 Crivitz–Goldberg und der Landesstraße 16 Parchim–Sternberg 34 Kilometer östlich von Schwerin und 20 Kilometer nördlich von Parchim. Die nächste Kleinstadt ist das elf Kilometer östlich gelegene Goldberg.

### Gemeindegliederung
Zur Gemeinde Mestlin gehören die Ortsteile Kadow, Mestlin, Ruest und Vimfow.

## Geschichte

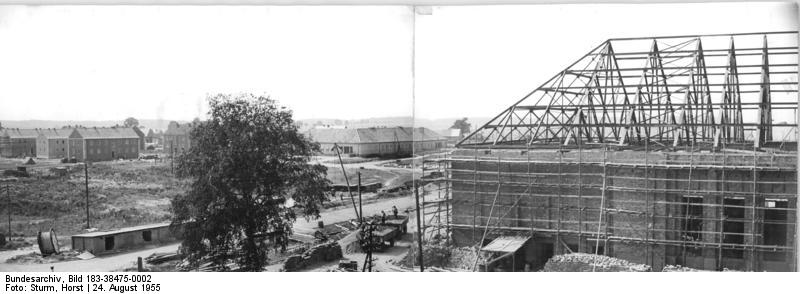
Baumaßnahmen im Jahr 1955, im Vordergrund: das entstehende Kulturhaus (1955)

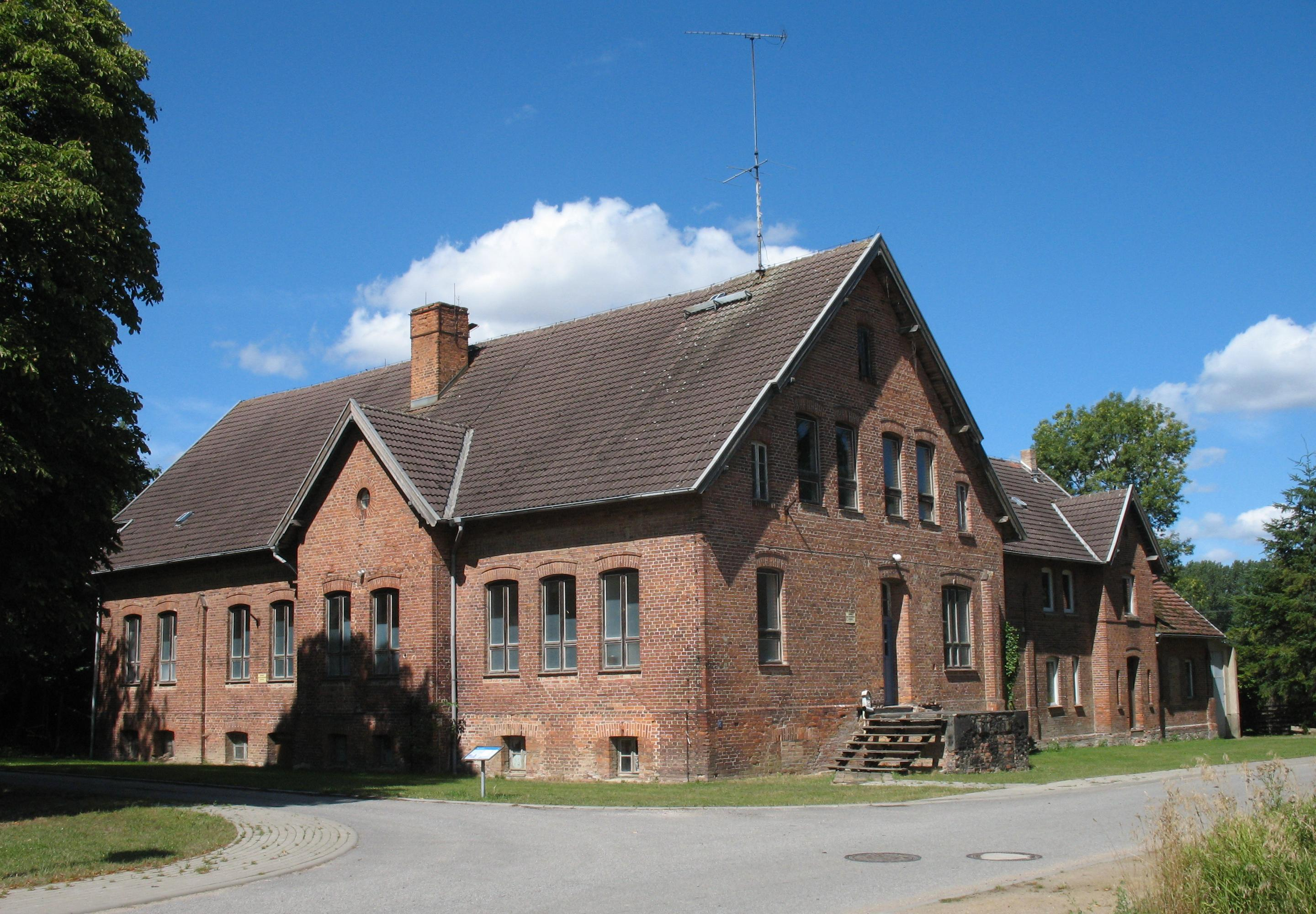
Gutshaus (2013)

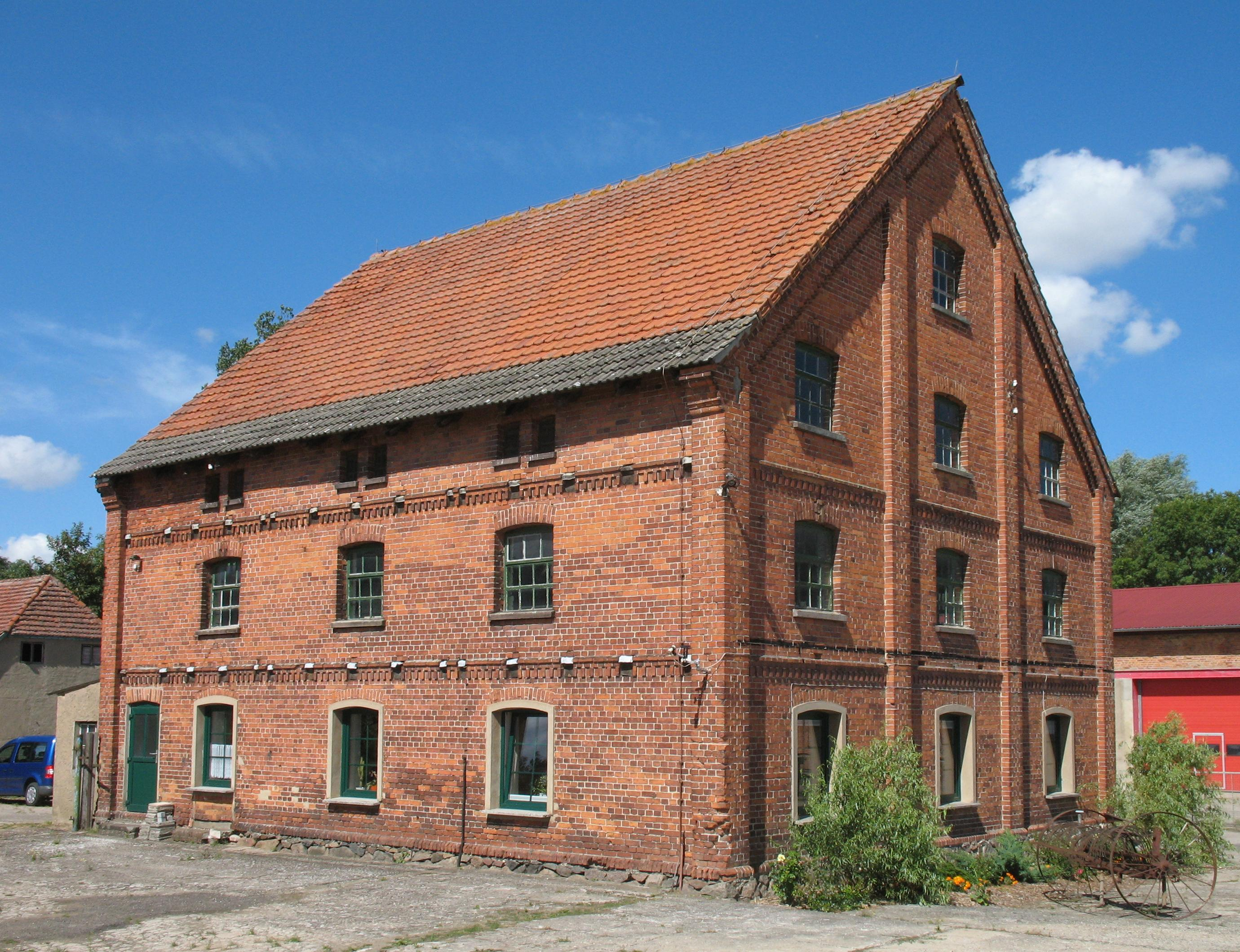
Speicher auf dem Gutshof (2013)

Am 9. Oktober 1312 wurde Mustelin erstmals urkundlich erwähnt. In seiner Funktion als Grenz- und Verhandlungsort beherbergte Mestlin 1312 den König Erich von Dänemark und den Markgrafen Woldemar von Brandenburg, welche in diesem Dorf über ihren Krieg mit Rostock verhandelten. Eine zweite Staatsaktion begab sich dort am 8. Juli 1317, als Fürst Johann der Jüngere von Werle-Goldberg seiner Stadt Goldberg die 1248 von Fürst Pribislaw von Parchim verliehenen Privilegien bestätigte. Der Name ist slawischen Ursprungs und bedeutet so viel wie „Brückenort“. Mestlin gehörte zu den bedeutendsten Ortschaften der Vogtei Goldberg, worauf heute die für das Dorf überdimensioniert scheinende zweischiffige Hallenkirche hinweist.
In Ortsnähe lag die Siedlung Gloueke, heute Wüstung.
Im Dreißigjährigen Krieg war Mestlin bis auf wenige Häuser abgebrannt. Der bereits vorhandene Hof wurde um fünfzehn nicht zu besetzende Hufen erweitert, während zwölf Bauern sich wieder ansiedelten. 1831 wurde die Windmühle erbaut. 1871 wurde das neue Kruggebäude vollendet und bezogen. Die Klostervorsteher hatten mit der Ober-Post-Direktion in Schwerin eine Vereinbarung zur Überlassung zweier Räume in diesem Gebäude zur Errichtung einer Postexpedition bei vierteljähriger Kündigung abgeschlossen. Am östlichen Giebel zum Eingang in das Postlokal wurde eine Überdachung angeordnet.
Mestlin gehörte seit 1448 bis zur Auflösung des Klosters Dobbertin 1919 zum Klosteramt Dobbertin.

### Gutsanlage
Das neue Gutshaus für den Pächter Domänenrat Hans Dehns hatte 1862 der Schweriner, damals noch Landbaumeister, Theodor Krüger entworfen und 1863 wurde das Haus unter Dach und die Schornsteine vollendet. Das Protokoll dazu wurde am 3. Juli 1862 in Dobbertin beim Klosterhauptmann Otto Julius Freiherr von Maltzan in Anwesenheit des Provisors Johann Heinrich Carl von Behr, dem Landbaumeister Theodor Krüger. dem Amtsmaurermeister Retzloff und dem Pächter Hans Dehns vom Actuar Lierow aufgesetzt und bestätigt. Nach einem Brand 1876 wurde es nach 1895 umgebaut. 1833 wurden im Zuge der Vererbpachtung 12 Mestliner Bauern in die neu eingerichteten Ausbauten umgesiedelt und als Erbpächter dem Dorf Ruest zugeteilt. Damit wurde Mestlin mit über 1000 Hektar ein reines Klostergutsdorf.
Verwalter bzw. Pächter waren:
- 1650–1674: Hans Brandt
- 1674–1703: Sohn Jacob Brandt
- 1703–1712: Jacob Janetzky
- 1712–1715: Lorenz Frahm
- 1715–1725: Hans Joachim Schwarz
- 1725–1728: Speckels
- 1728–1730: Hagemeister
- 1730–1736: Lanckhoff
- 1736–1743: Claus Evert
- 1743–1747: Grafffe
- 1748–1760: Johann Friedrich Menck
- 1860–1877: Hans Dehns zu Drieberg bei Gadebusch

Der Pachtvertrag mit dem Klosteramt hatte 92 Seiten mit 38 Paragraphen.
Nach dem Zweiten Weltkrieg blieb Mestlin zunächst ein Landgut und diente der Versorgung der sowjetischen Besatzungstruppen. Im Ergebnis der Bodenreform entstanden 128 Neubauernstellen und 20 kleinere Handwerksbetriebe. Am 1. Januar 1951 wurde die bisher eigenständige Gemeinde Ruest eingegliedert.

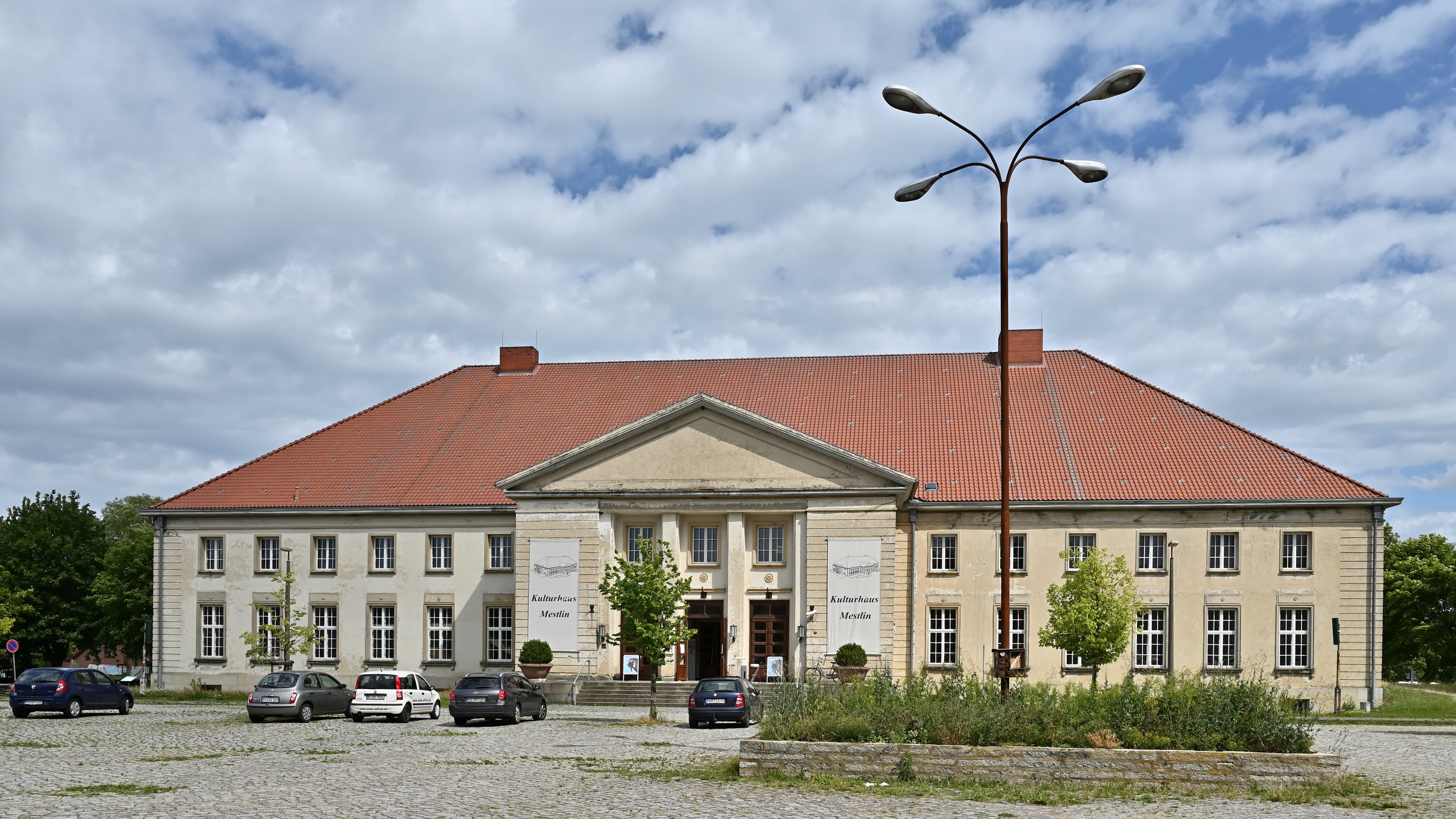
Kulturhaus

Zu DDR-Zeiten wurde Mestlin bis 1959 zu einem sozialistischen Musterdorf ausgebaut. Dazu wurde Mestlin ausgewählt. In dem von 1954 bis 1960 im Zentrum des neuen Dorfes errichteten Kulturhaus – einem zweigeschossigen Bau mit 57 Meter Länge und über 28 Meter Breite – fanden regelmäßig Veranstaltungen statt, Kino, Theater, Kunstausstellungen und Lesungen. Das Angebot war mit dem einer Großstadt vergleichbar. Laut dem NDR besuchten bis zur Wende jährlich bis zu 50.000 Menschen die Veranstaltungen dort. Kinder und Jugendliche aus den umliegenden Dörfern strömen in die Mestliner Schule, die Regale in der Kaufhalle waren stets gut gefüllt. Auch die sonst üblichen langen Wartezeiten auf Dinge wie Mopeds oder Haushaltswaren kannte man in Mestlin kaum. Das Rückgrat bildete die zur damaligen Zeit größte LPG der DDR, die in und um Mestlin eine Fläche von 2300 Hektar bewirtschaftete. Nachdem der Bau des Musterdorfs abgeschlossen war, hatte sich die Bevölkerungszahl um einige hundert Menschen vergrößert. Mestlin war wegen seiner umfangreichen Angebote vor allem für junge Familien attraktiv.

### Dorfschulzen
Der Schulze, später Orts- bzw. Gemeindevorsteher und Bürgermeister genannt, hatte die wichtigste staatliche Funktion im Dorf inne. Er wurde nicht gewählt, sondern vom Klosterhauptmann des Klosters Dobbertin von 1572 bis 1918 eingesetzt.
- 1448 erwähnt: Gavke Vaghed
- 1587–1598: Henrich Owistin
- 1629–1637: Chim Oustin
- 1650–1670: Hans Cords
- 1671–1678: Hinrich Cords
- 1678–1693: Hans Hansen
- 1693–1713: Joachim Bremer
- 1713–1717: Gustav Jacobs
- 1717–1732: Hans Jacob Bremer
- 1734–1752: Christoph Sommer
- 1760–1780: Nicolaus Joachim Christoph Sommer

### Ziegelei
Die erste Ziegelei soll im Dreißigjährigen Krieg zerstört worden sein. Zwischen 1747 und 1772 wurde eine weitere Ziegelei nachgewiesen. 1810 erfolgte der Bau eines Ziegelofens. 1840 übernimmt Ziegelmeister Reinhold die Ziegelei in Lohmen. 1864 befand sich die Ziegelei in einem äußerst schlechten Zustand und dazu sehr feuergefährlich zwischen Hof- und Dorfgebäuden. Es wurde der Bau einer neuen Anlage mit altem Zubehör an anderer Stelle erwogen. Rsse uns Anschläge lieferte 1866 die Baumeister Hoffmann und Jacks. Nach der Stilllegung 1866 richtete das Klosteramt Dobbertin 1868 nordöstlich des Dorfes eine neue Ziegelei ein. Von einem neuen Ringofen hatte man Abstand genommen und baute 1866 einen gewölbten Ofen nach alter Art für 26 bis 30 mille Steine für jeden Brand. Der bisherige Ziegeleipächter Gillmeister verlängerte den Pachtvertrag bis 1913 und erhielt 1901 einen neuen Ringofen, da die Produktion stark zurückgegangen war. Der Betrieb wurde erst 1964 eingestellt.

### Forsthof
Im Winter 1896 brannte auf dem Forsthof das Stall- und Scheunengebäude nieder, wurde im Sommer 1897 neu aufgebaut und die Genehmigung nachträglich eingeholt.
Förster waren:
- 1813–1845: Förster Zehbur
- 1847–1870: Förster Kobow
- 1873–1899: Förster Ernst Höfke
- 1900–1909: Holzwärter, Förster Karl Buckow
- 1910–1928: Förster Friedrich Kobel
- 1929–1940: Förster, Revierförster Th. Gagzow
- 1941–1945: Revierförster M. Hacker
- 1951–1955: Förste W. Lewerenz
- 1956–1985: Förster Kalkhorst

### Mühlen
Eine Windmühle wurde zuerst 1748 am Mühlenhofer Weg gebaut, die 1848 abgerissen und durch eine neue Bockwindmühle ersetzt wurde. Von 1764 bis 1773 war der Papiermacher und Bauinspektor Johann Wilhelm Christopher Cowalsky der Pächter des Mühlenhofes. 1835 und 1847 wurde durch das Klosteramt Dobbertin die Windmühle zur Verpachtung ausgeschrieben. Mühlenpächter und Müller waren 1864–1875 Carl Friedrich Adolf Paetow, 1885–1897 Carl Lörchner und 1899–1933 sein Sohn Martin Johann Hellmuth Lörchner. 1932 zeigt ein Foto die funktionstüchtige Bockwindmühle und den Müller beim Besegeln. 1937 war die Bockwindmühle mit den Segelflügeln noch in Betrieb. 1945 ist sie abgebrannt, Reste sollen mit Blech bekleidet 1950 noch gestanden haben.

Ruest
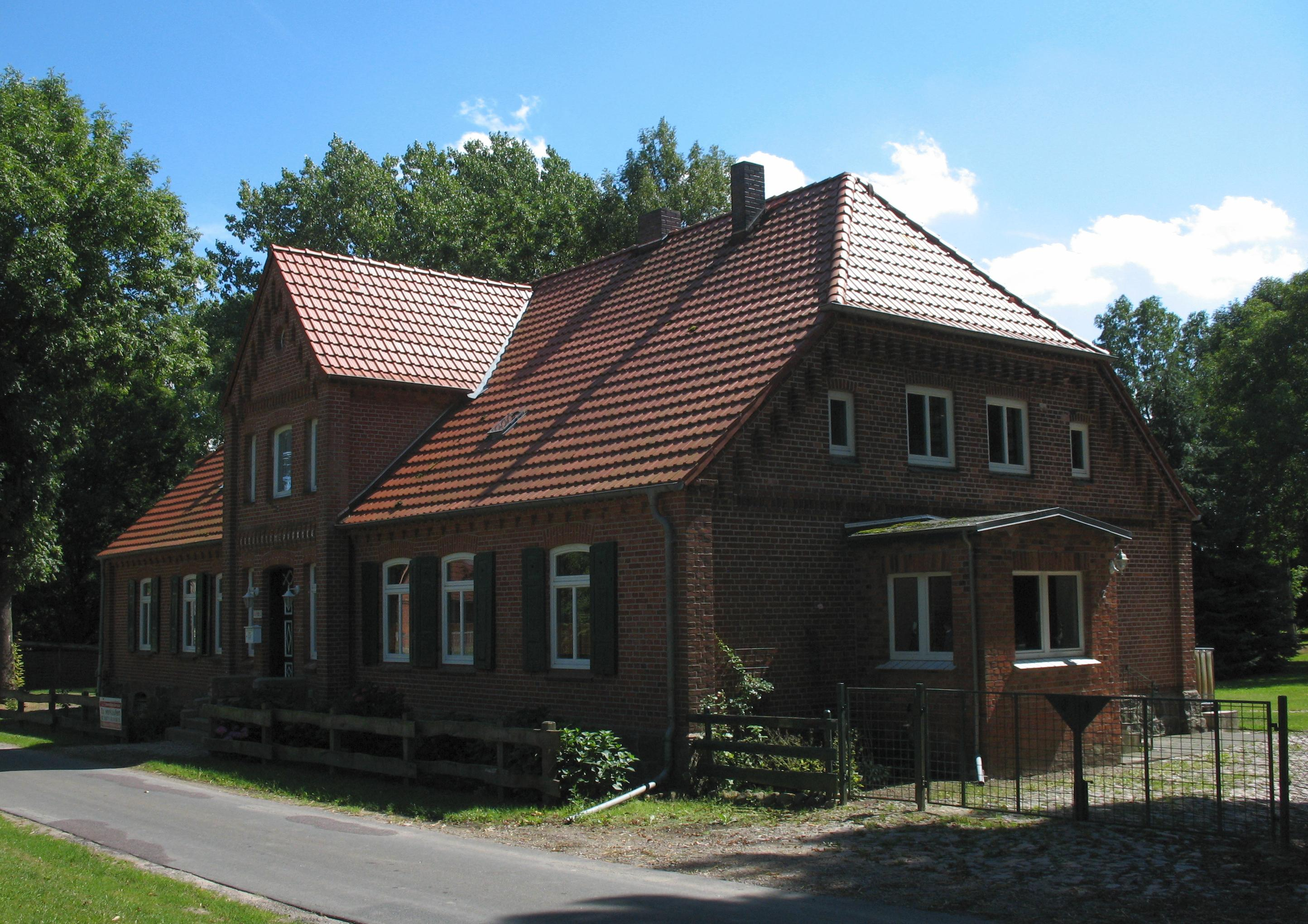
Dorfstr. 2
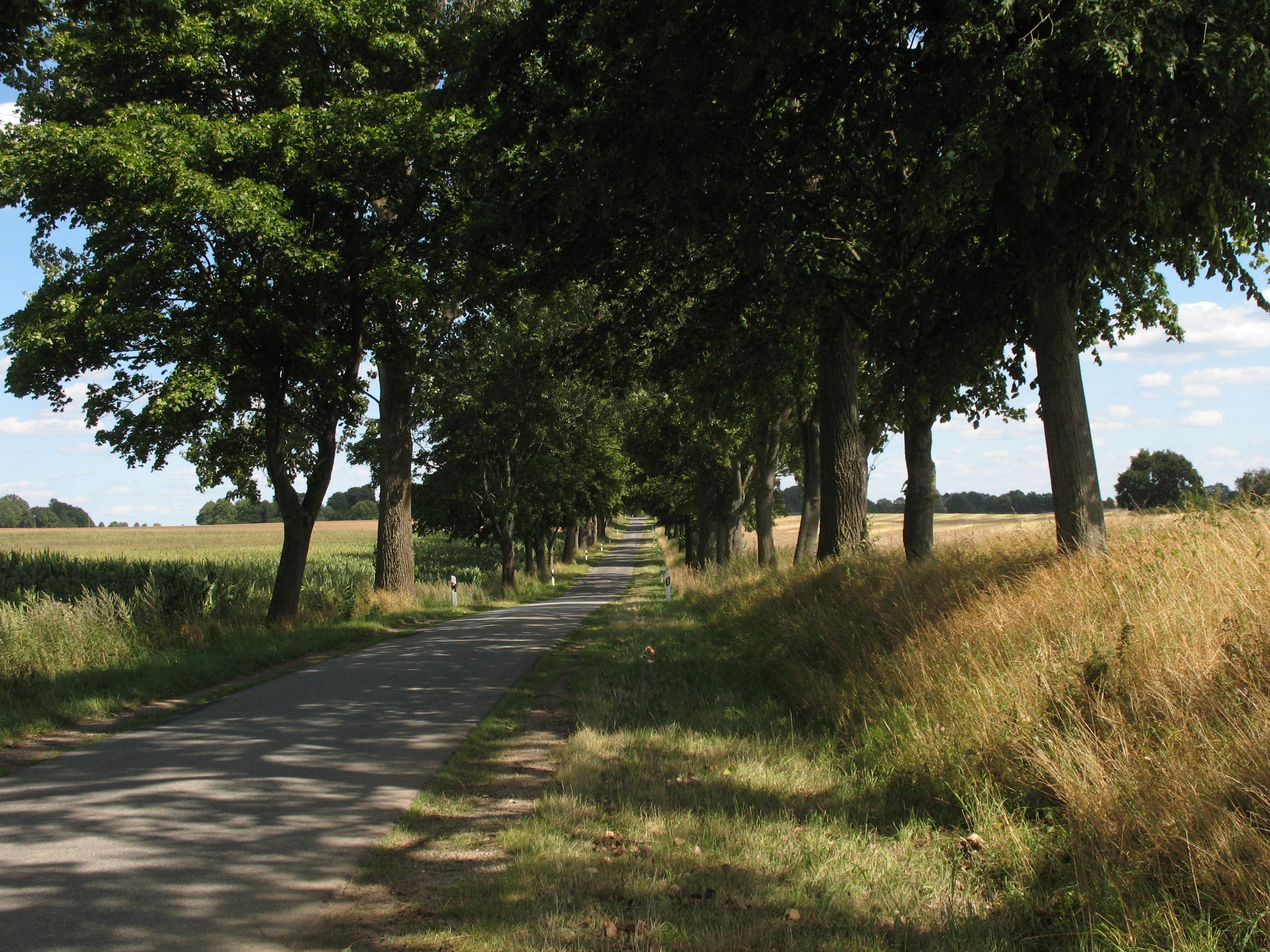
Allee bei Ruester Krug
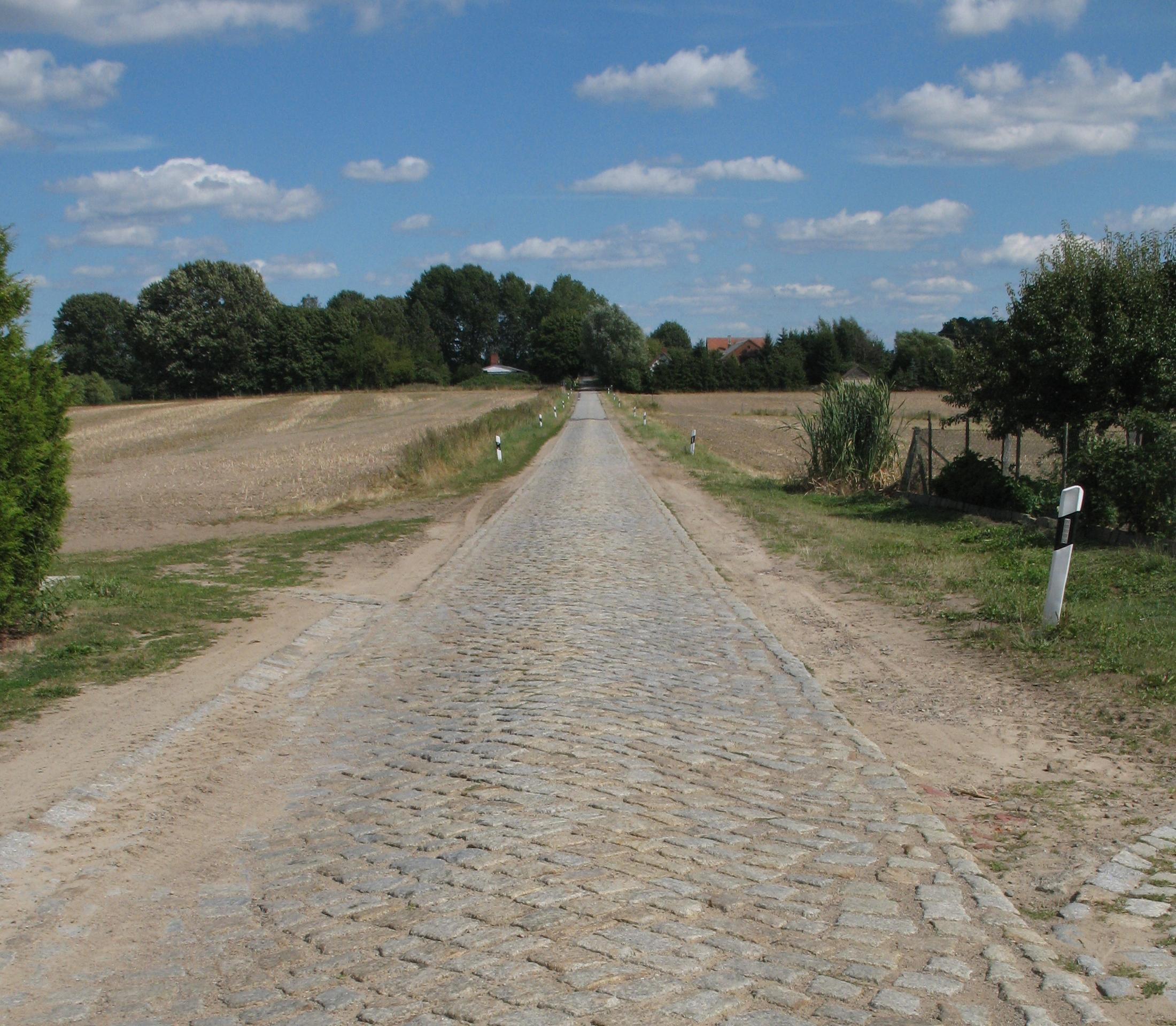
Kopfsteinpflaster bei Ruester Krug
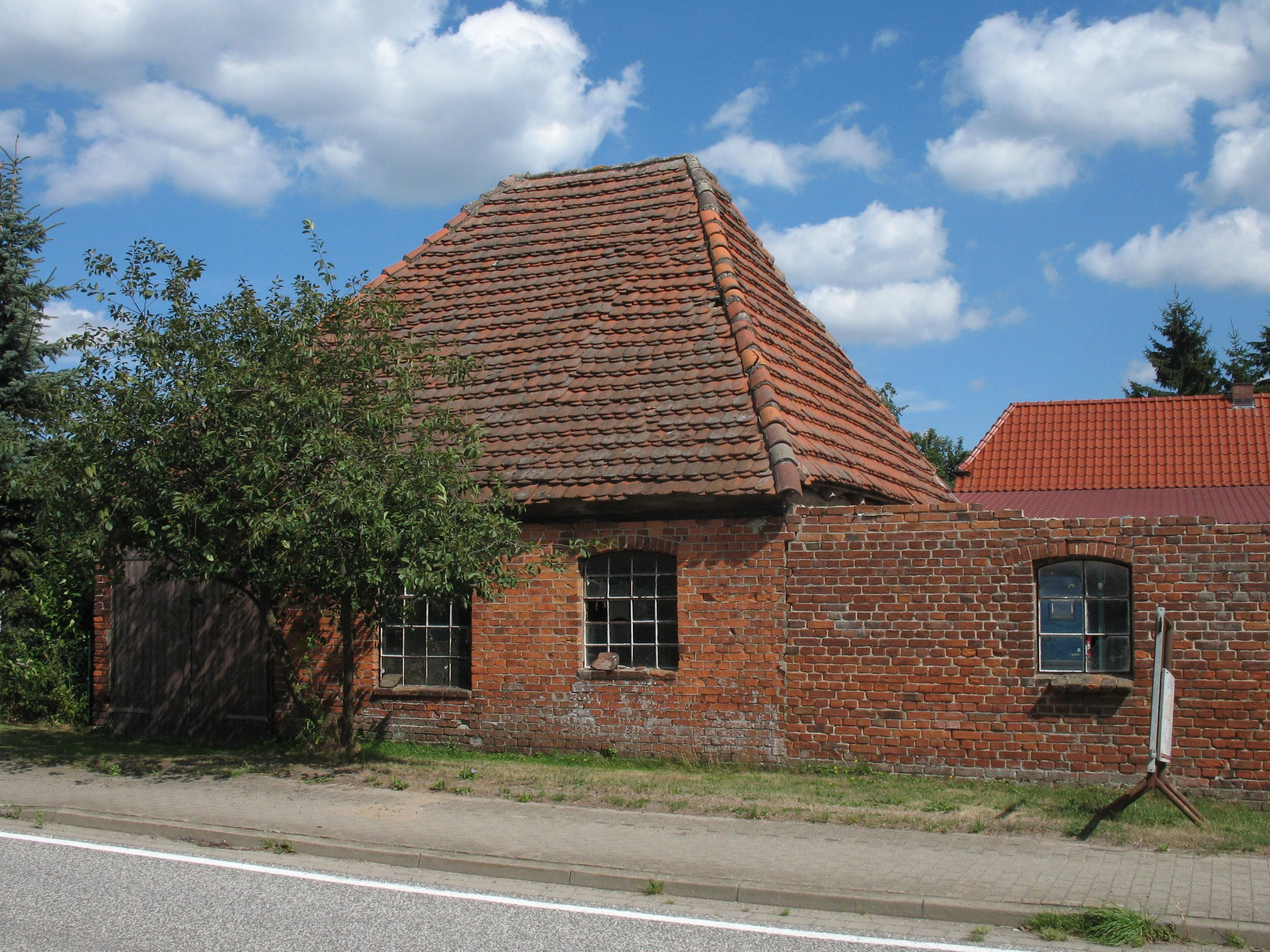
Ehemalige Schmiede in Ruester Krug
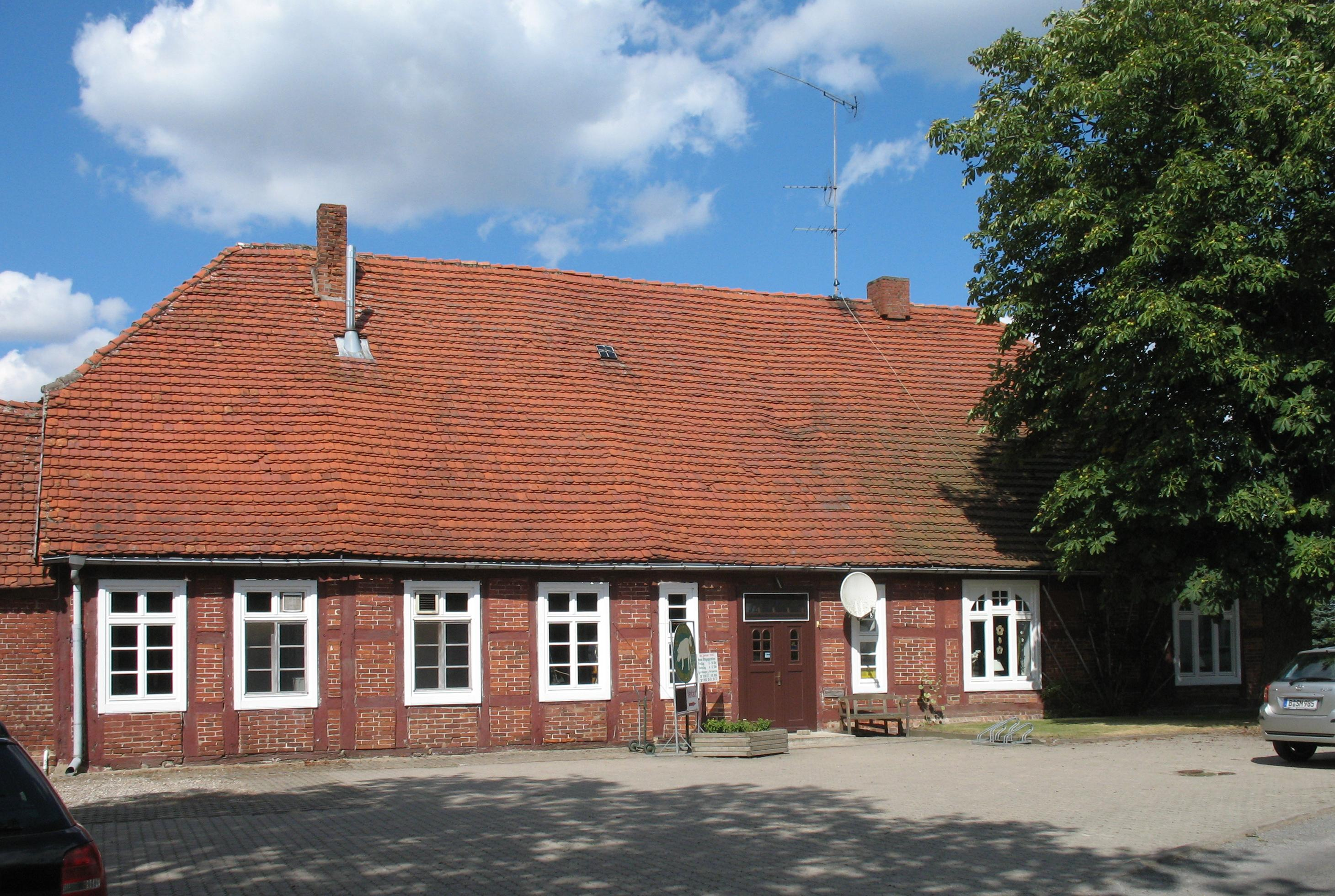
Ruest-Krug 4

## Politik

### Dienstsiegel
Die Gemeinde verfügt über kein amtlich genehmigtes Hoheitszeichen, weder Wappen noch Flagge. Als Dienstsiegel wird das kleine Landessiegel mit dem Wappenbild des Landesteils Mecklenburg geführt. Es zeigt einen hersehenden Stierkopf mit abgerissenem Halsfell und Krone und der Umschrift „GEMEINDE MESTLIN“.

## Sehenswürdigkeiten
- Dorfkirche Ruest
- 12 Weißstorch-Nester
- Dorfkirche Mestlin, Mitte 13. Jahrhundert[23]
- Kirchhof mit historischen Grabanlagen. Kriegerdenkmal für die im Ersten Weltkrieg Gefallenen aus Mestlin und Nachbardörfern. Holzkreuz am Grab für zwei unbekannte Soldaten
- Pfarrhaus mit Fachwerkstall
- Kulturhaus Mestlin
- ehemaliges Gutshaus (in Privatbesitz), unbewohnt, im beginnenden Verfall (2017)
- Landambulatorium
- Schule

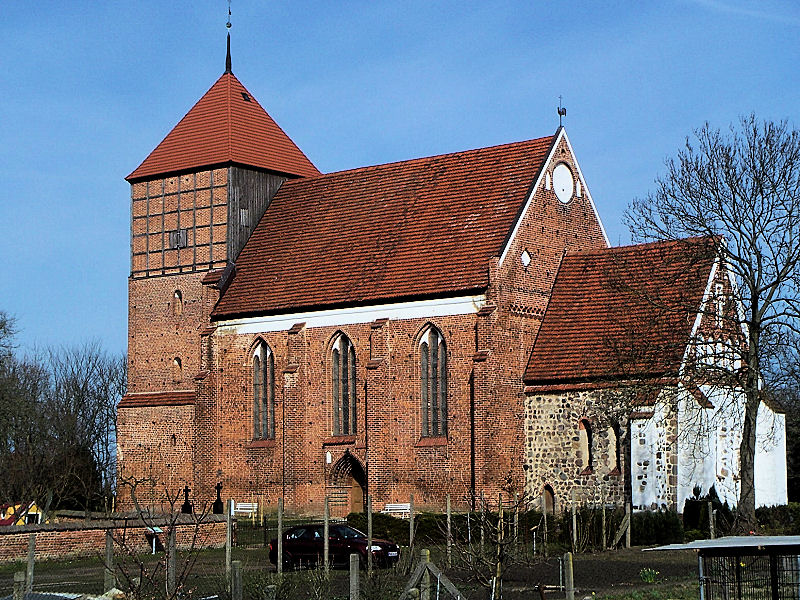
Dorfkirche in Mestlin
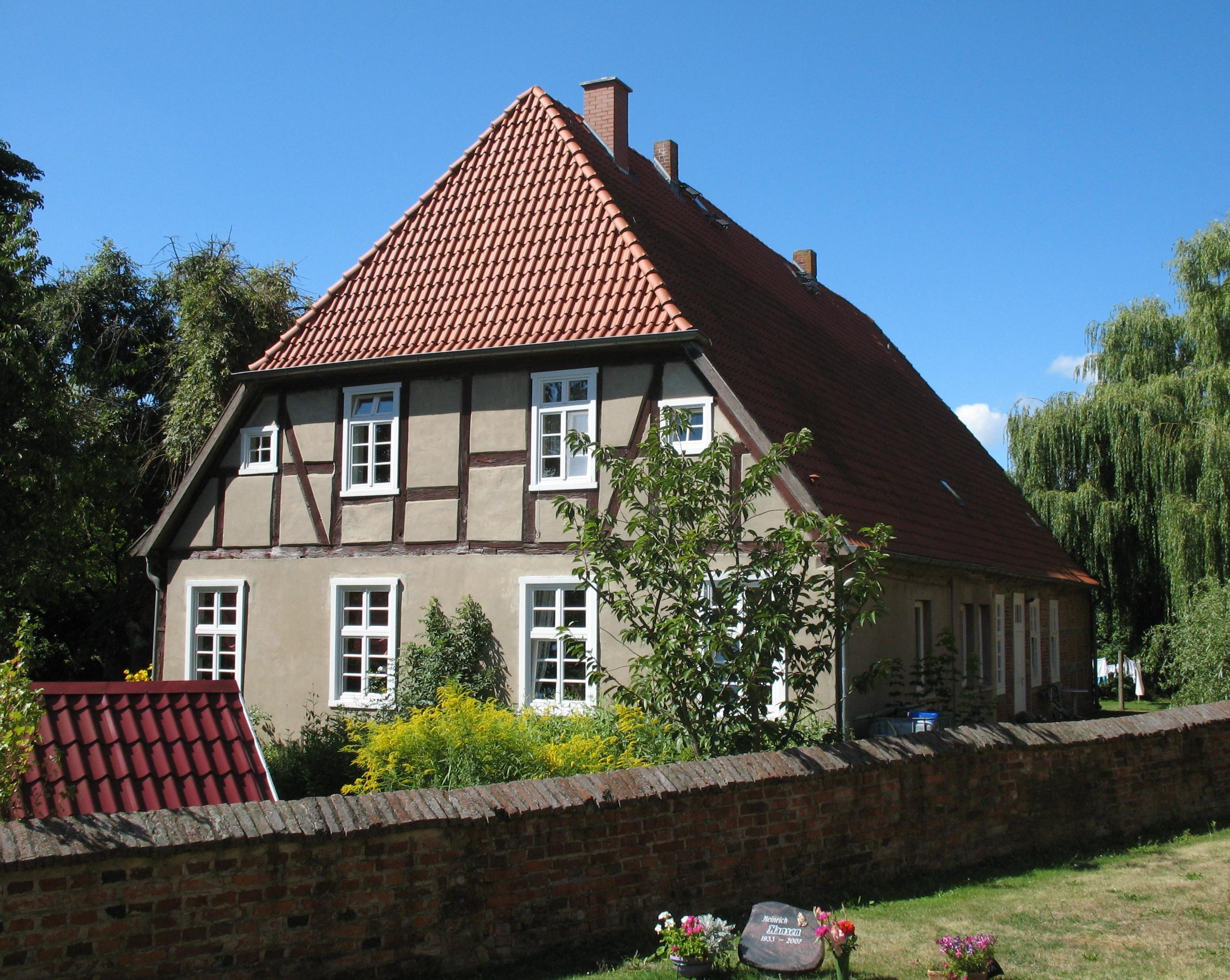
Pfarrhaus
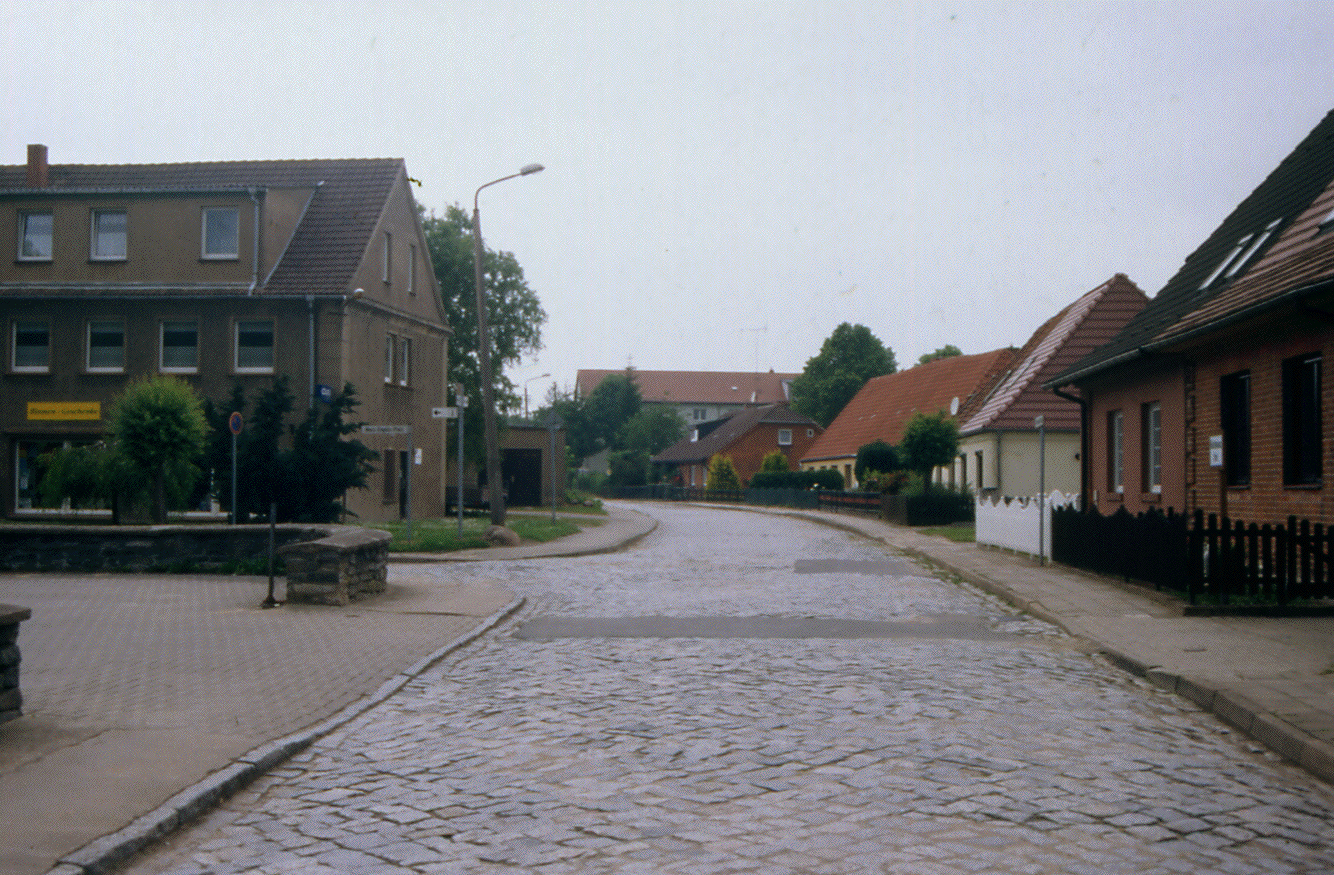
Mestlin, Dorfstraße
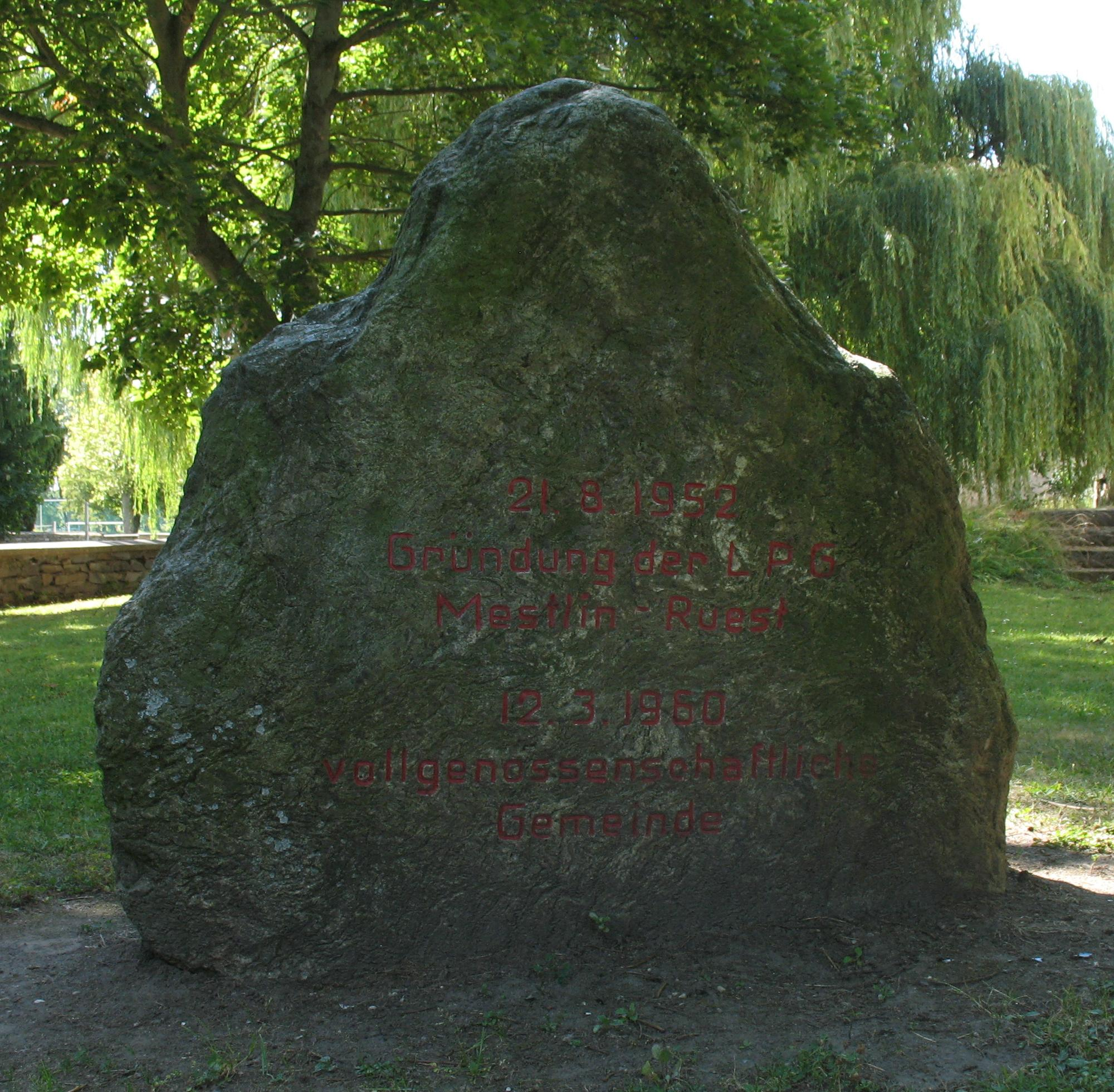
LPG-Gedenkstein
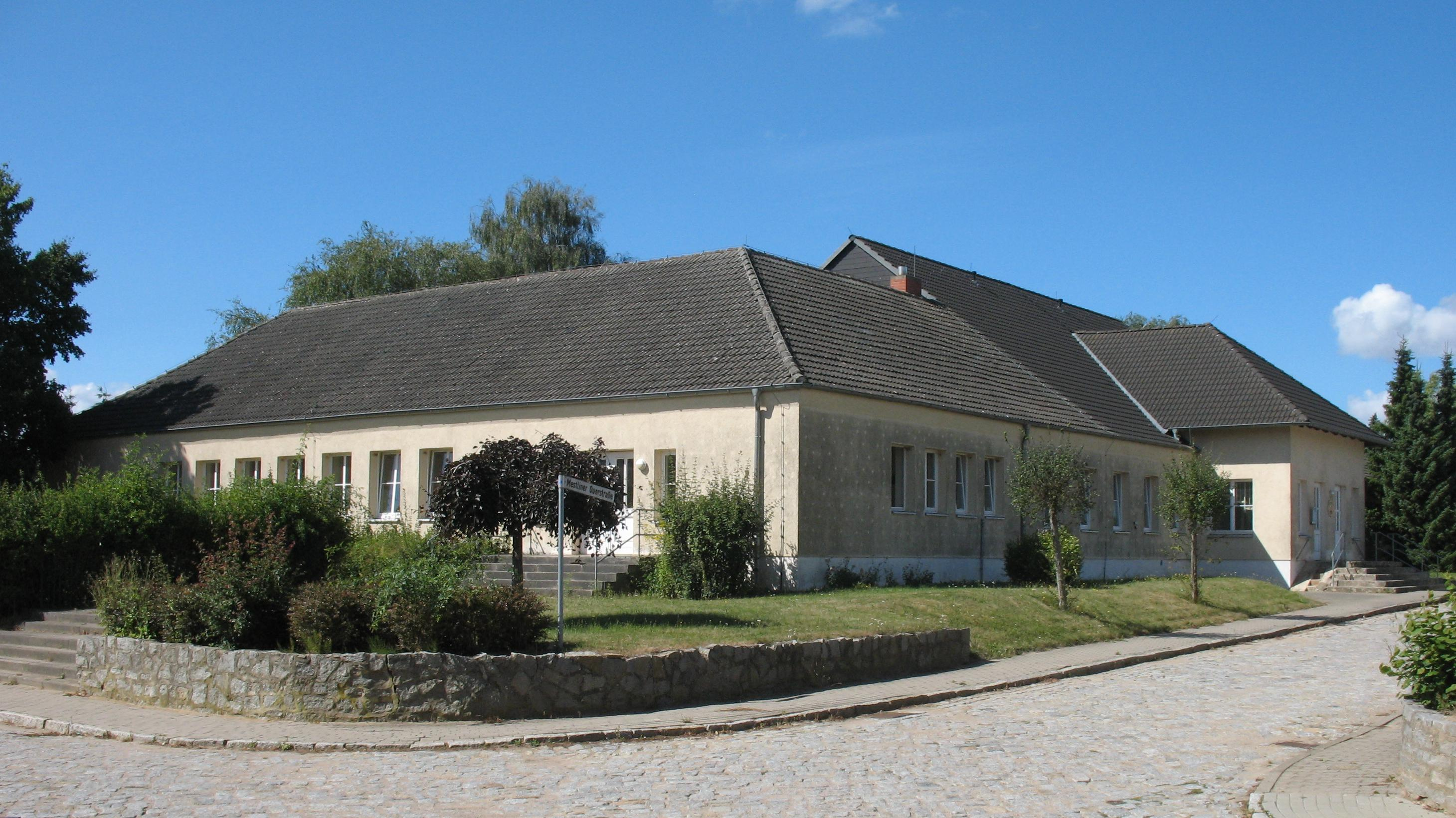
Kindergarten
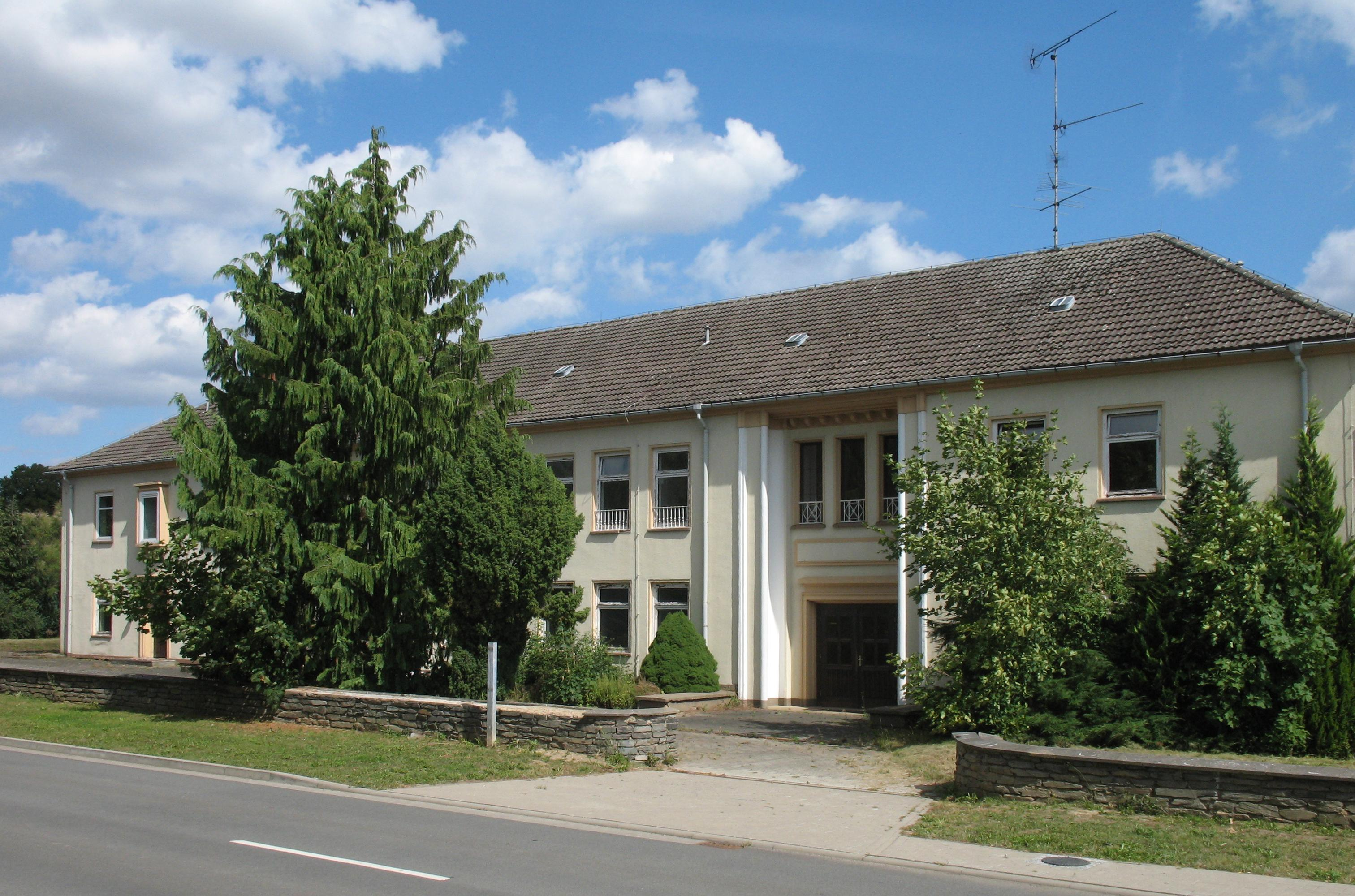
Ambulatorium
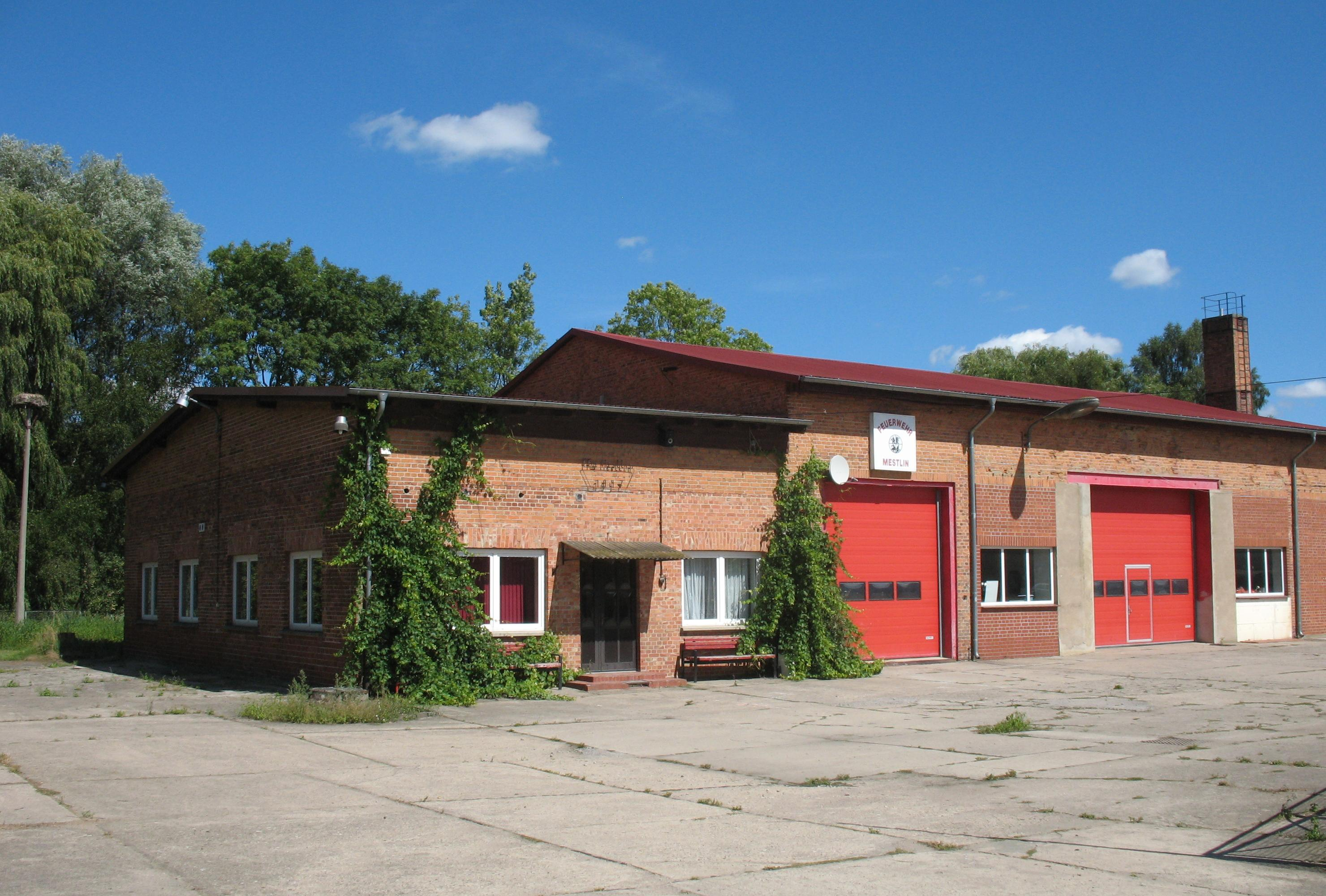
Feuerwehr
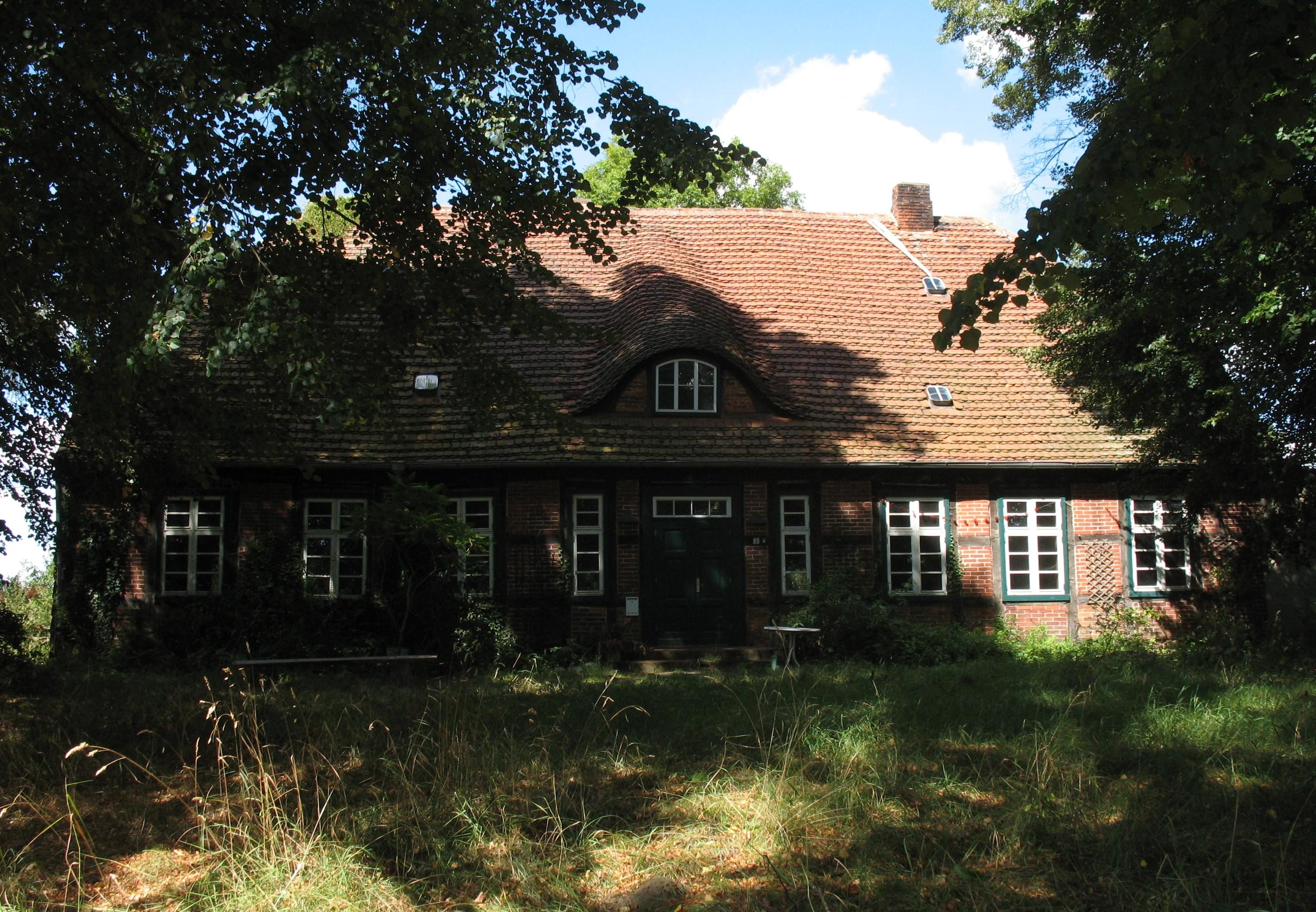
Forsthof

## Dokumentarfilm
- 1960: Bauernland "Eine Chronik" (DEFA-Dokumentarfilm, Regie: Harry Hornig)[24]
- 1966: Auf einer LPG in Mecklenburg (Institut für Film und Bild in Wissenschaft und Unterricht, München, Kurz-Dokumentarfilm)[25]

## Karten
- Topographisch oeconomisch und militaerische Charte des Herzogthums Mecklenburg-Schwerin 1758 Klosteramt Dobbertin mit der Sandpropstei vom Grafen Schmettau.
- Direktorial-Vermessungskarte Von dem Hochadelichen Dobbertinschen Klosteramt 1759.
- Wiebekingsche Karte von Mecklenburg 1786.
- Messtischblatt 1822.
- Plan von Hoffelde und Mestlin 1859 von Heinrich Christoph Stüdemann, kopiert 1859 von C. F. Schmidt.
- Charte von den Besitzungen des Klosters Dobbertin, Abteilung II. enthält Mestlin, angefertigt nach den vorhandenen Gutskarten im Jahre 1866 durch I. H. Zebuhr.
- kolorierte Zeichnung vom Küster Moor 1874 von C. Wehner.